# SN 1999ap
SN 1999ap – supernowa typu II odkryta 20 lutego 1999 roku w galaktyce A082947+0437. W momencie odkrycia miała maksymalną jasność 19,40m.